# Нирей
Нирей (др.-греч. Νιρεύς), персонаж древнегреческой мифологии. Царь острова Сими и властелин части Книдского полуострова. Сын Харопа, царя острова Сими и нимфы Аглаи. Жених Елены. Согласно Птолемею Гефестиону, был возлюбленным или сыном Геракла и охотился с ним на Геликонского льва. Во время войны с мисийцами убил Гиеру. Привел от симейцев под Трою 3 корабля (либо 16). Гомер упоминает его в «Илиаде» лишь однажды, но говорит, что он был прекраснее всех греков, кроме Ахилла. Убит Еврипилом. Или убит Энеем. Либо пережил войну, и после неё ветры отнесли его к Ливии. Упоминается в последующей поэзии как образец красавца (часто у Овидия).